# Лапшин, Павел Иванович
Павел Иванович Лапшин (1920—1976) — полковник Советской Армии, участник Великой Отечественной войны, Герой Советского Союза (1945).

## Биография
Павел Лапшин родился 15 июня 1920 года в деревне Калинки (ныне — Судиславский район Костромской области). После окончания семи классов школы работал мастером на Костромской обувной фабрике. В 1940 году Лапшин был призван на службу в Рабоче-крестьянскую Красную Армию. С ноября 1941 года — на фронтах Великой Отечественной войны. В 1944 году он окончил Харьковское танковое училище. К январю 1945 года гвардии младший лейтенант Павел Лапшин командовал ротой 49-й гвардейской танковой бригады 12-го гвардейского танкового корпуса 2-й гвардейской танковой армии 1-го Белорусского фронта. Отличился во время освобождения Польши и боёв в Германии.
Рота Лапшина неоднократно отличалась во время освобождения городов Гашин, Блиндув, Любень, Ходеч, с боями пройдя более шестидесяти километров. Во главе подвижной группы Лапшин проник во вражеский тыл и совершил сорокакилометровый рейд, выйдя к 20 января 1945 года в городу Радзинов. Атаковав противника, группа уничтожила 2 противотанковых и 1 миномётную батареи, 1 самоходную артиллерийскую установку. Неожиданность атаки вызвала панику в рядах немецкого гарнизона, благодаря чему бригаде удалось успешно освободить Радзинов.
Указом Президиума Верховного Совета СССР от 27 февраля 1945 года за «образцовое выполнение заданий командования и проявленные мужество и героизм в боях с немецкими захватчиками» гвардии младший лейтенант Павел Лапшин был удостоен высокого звания Героя Советского Союза с вручением ордена Ленина и медали «Золотая Звезда» за номером 5732.
После окончания войны Лапшин продолжил службу в Советской Армии. Окончил Военную академию бронетанковых и механизированных войск. В 1969 году в звании полковника Лапшин был уволен в запас. Проживал и работал в Днепропетровске. Скончался 23 декабря 1976 года.
Был также награждён орденами Красного Знамени и Отечественной войны 2-й степени, двумя орденами Красной Звезды, рядом медалей.